# Зоология (фильм)
«Зоология» — российская фантастическая драма режиссёра Ивана Твердовского. Премьера фильма состоялась на кинофестивале «Кинотавр», где он получил приз за лучшую женскую роль (Наталья Павленкова) и приз гильдии киноведов и кинокритиков. «Зоология» была представлена на Международном кинофестивале в Торонто, а также награждена специальным призом жюри на кинофестивале в Карловых Варах и главным призом на фестивале фантастических фильмов в
Остине.
Фильм вышел в российский прокат 24 ноября 2016 года.

## Сюжет
Наташа живёт вдвоём с матерью в небольшом приморском городке. Жизнь её скучна и размеренна. В зоопарке, где она работает, Наташа уже давно стала объектом для насмешек. Но внезапно с ней происходит странная метаморфоза — ни с того ни с сего у неё вырастает хвост. Ей предстоит пройти через стыд, отчаяние и надежду, чтобы обрести себя.

## В ролях
- Наталья Павленкова — Наташа
- Дмитрий Грошев — Петя
- Александр Нехороших — хирург
- Анна Асташкина — Света
- Ирина Чипиженко — мать Наташи
- Маша Токарева — Катя
- Александр Горчилин — стилист

## Создание
«Зоология» — второй художественный фильм режиссёра Ивана И. Твердовского после картины «Класс коррекции», получившей приз за лучший дебют на «Кинотавре» в 2014 году.

### Кастинг
Сценарий «Зоологии» писался специально под Наталью Павленкову. Мне очень нравится с ней работать и мне захотелось поставить на Наталью что-то большое и индивидуальное. Этот фильм и родился из сочетания сюжета и точного понимания образа, кто это будет играть. Обычно я так не делаю — и не собираюсь в будущем. Актер должен всё-таки влезать в ту драматургию, которая написана автором, а не наоборот.Иван И. Твердовский, режиссёр

### Финансирование
Фильм снят при поддержке министерства культуры РФ и Фонда «Евримаж». Проект является копродукцией с Францией и Германией: немецкая сторона занималась компьютерной графикой, а французская — работой со звуком.

## Музыка
В фильме звучат:
- Песни в исполнении Алёны Свиридовой: «Будет так всегда» (Я приду к тебе на помощь…), «Розовый фламинго» (Думай о хорошем…).
- Пьесы из «Детского альбома» П. И. Чайковского:
  - «Старинная французская песенка»
  - «Утренняя молитва»
  - «Похороны куклы»
  - «Болезнь куклы»
  - «В церкви»

## Критика
Фильм о том, почему нас любят совсем не за то, за что бы мы хотели.
Картина была высоко оценена кинокритиками в России и за рубежом. Европейская премьера «Зоологии» прошла на международном кинофестивале в Карловых Варах, а североамериканская — на кинофестивале в Торонто. Обозреватель The Guardian Джордан Хоффман отметил «сильную актёрскую игру и тонкую режиссуру» и оценил фильм на 4 из 5 звезд. Аллан Хантер в рецензии для Screen Daily назвал картину «заставляющей задуматься современной сказкой, приправленной жёсткой социальной сатирой», а кинокритик The Hollywood Reporter Стивен Далтон охарактеризовал «Зоологию» как «смесь Кафки с Кроненбергом с добавлением мрачного русского юмора».
Фильм получил множество положительных отзывов и от российских кинокритиков. Антон Долин в рецензии для Афиши Daily написал: «Режиссёр вновь после „Класса коррекции“ исследует, каково быть и ощущать себя другим, как справляться с участью аутсайдера. И избавляется от эмоциональной манипулятивности своей первой картины, двигаясь от драмы „на разрыв аорты“ в сторону поэтически-мечтательного трагифарса. Если раньше Твердовский посматривал на Триера, то здесь вспоминается скорее Линч с его необъяснимыми „Головой-ластиком“ или „Человеком-слоном“».
Обозреватель газеты «Коммерсантъ» Андрей Плахов написал: «Перед нами интимный художественный жест, что не мешает ему выглядеть радикальным на фоне конформизма, ставшего опознавательным знаком новейшего российского кино». Критик «Комсомольской правды» Стас Тыркин отозвался о фильме: «„Зоология“ — фильм-метафора об одиночестве, кризисе и обманутых надеждах — небанально придуманный, зрелый и больной, несмотря на всё ещё юный возраст режиссёра. После успеха „Класса коррекции“, заработавшего полсотни призов, Твердовский снял совершенно непохожий на него фильм. Что означает, что тот успех был неслучайным».
«Зоология» имеет рейтинг 90% на сайте Rotten Tomatoes.

## Награды
Победы:
- Международный кинофестиваль в Карловых Варах — «Специальный приз жюри»
- «Кинотавр» — «Лучшая женская роль» (Наталья Павленкова), «Приз Гильдии киноведов и кинокритиков»
- Фестиваль фантастического кино в Остине — «Лучший фильм»
- Международный кинофестиваль в Котбусе — «Гран-при», «Лучшая женская роль» (Наталья Павленкова).

Номинации:
- Международный кинофестиваль в Цюрихе — категория «Лучший иностранный фильм»
- Международный кинофестиваль в Филадельфии — «Главный приз жюри»
- Международный кинофестиваль в Чикаго — категория «Лучший фильм»
- Международный фестиваль артхаусного кино в Батуми — «Лучшая актриса»
- Международный кинофестиваль в Карловых Варах — «Лучший фильм»
- Премия Киноакадемии Азиатско-Тихоокеанского региона (Asia Pacific Screen Awards) — «Лучшая актриса»